# Pseudothelomma
Pseudothelomma is een geslacht van korstmossen behorend tot de familie Caliciaceae. De typesoort is Pseudothelomma ocellatum.

## Soorten
Volgens Index Fungorum telt het geslacht twee soorten (peildatum maart 2023):
| Soortnaam                  | Auteur(s)                          | Publicatiejaar |
| -------------------------- | ---------------------------------- | -------------- |
| Pseudothelomma occidentale | (Herre) M. Prieto & Wedin          | 2016           |
| Pseudothelomma ocellatum   | (Flot. ex Körb.) M. Prieto & Wedin | 2016           |